# Кемна, Леннард
Ле́ннард Ке́мна (нем. Lennard Kämna; род. 9 сентября 1996, Ведель, земля Шлезвиг-Гольштейн, Германия) — немецкий профессиональный шоссейный велогонщик, выступающий с 2020 года за команду мирового тура Bora-Hansgrohe.

## Достижения
2014
1-й  Чемпион мира — Индивидуальная гонка (юниоры)
1-й  Чемпион Европы — Индивидуальная гонка (юниоры)
1-й  Чемпион Германии — Индивидуальная гонка (юниоры)
1-й Гран-при Рублиланда (юниоры) — Генеральная  классификация
1-й — Этап 2
2-й Тур Истрии (юниоры) — Генеральная  классификация
1-й — Этап 1
3-й Трофей Карсберга (юниоры) — Генеральная  классификация
1-й — Этап 1b (ИГ)
2015
1-й  Чемпион Германии — Индивидуальная гонка U23
1-й — Этап 4  Джиро дель Валле-д’Аоста
Чемпионат мира
3-й  —  Индивидуальная гонкаU23
10-й —  Групповая гонка U23
6-й Велогонка Мира U23
9-й Джиро дель Бельведере U23
2016
1-й  Чемпион Европы — Индивидуальная гонка U23
4-й  Чемпионат мира — Индивидуальная гонка U23
6-й Circuit des Ardennes  — Генеральная  классификация
1-й  — Молодёжная классификация
2017
Чемпионат мира
1-й  — Командная гонка
2-й  — Групповая гонка U23
5-й Тур Фьордов — Генеральная  классификация
2020
3-й Вуэльта Мурсии — Генеральная  классификация
4-й Trofeo Pollença – Port d’Andratx
7-й Волта Алгарви — Генеральная  классификация

## Статистика выступлений

### Гранд-туры
| Гранд-тур       | 2017 | 2018 | 2019 |
| --------------- | ---- | ---- | ---- |
| Джиро д’Италия  | —    | —    | —    |
| Тур де Франс    | —    | —    | 40   |
| Вуэльта Испании | НФ   | —    | —    |

| —  | Не участвовал  |
| НФ | Не финишировал |